# 吉野郡
吉野郡（日语：／ Yoshino gun */?）為位於日本奈良縣南部的郡。
現轄有以下11個行政區劃：
- 大町
- 下市町
- 吉野町
- 上北山村
- 川上村
- 黑瀧村
- 下北山村
- 天川村
- 十津川村
- 野迫川村
- 東吉野村

在1880年實施郡區町村編製法時的轄區還包括現在的五條市南部的西吉野町地區和大塔町地區、宇陀市西南部的部分地區。

## 歷史
吉野的地名在歷史文獻中最早出現在《古事記》和《日本書紀》中，其中在敘述神武東征的過程時，在自熊野國前往大和國時寫到了經過吉野。
此後由於天皇的住所大多位於奈良盆地南部，距離不遠，日本書紀曾紀錄多位天皇和貴族曾多次到吉野狩獵或遊玩，或是皇族隱居於吉野；發生於7世紀的壬申之亂，大海人皇子最初就是隱居於吉野，再從吉野起兵對抗大友皇子。
在當時吉野由於是天皇離宮所在地及度假地點，因此在8世紀時一度設立了特別地方行政機關－芳野監來管理此地。
平安時代後，或許是平安京的距離較遠，天皇較少來到吉野，但在9世紀期間仍有清和天皇、宇多天皇來到吉野拜訪各寺院的紀錄。
鎌倉時代末期，後醍醐天皇在延元之亂後攜帶三神器逃至吉野，重新建立朝廷，成為南朝，與新成立的室町幕府所擁立的北朝對抗，使得日本進入南北朝時代，吉野也因此曾短暫成為南朝的首都；1392年南北朝統一後，仍有部分南朝遺臣持續留在吉野山區中繼續與室町幕府對抗直到15世紀末。
16世紀初期支配伊勢國的北畠晴具企圖進軍大和國，因此先控制了吉野，並在此區域與大和國的筒井氏、越智氏、十市氏、久世氏發生多次戰爭。
江戶時代後，此區域被劃為幕府直屬的天領，並在1795年由位於西北側宇智郡的五條代官所負責管理。
19世紀末明治維新後，吉野郡曾先後隸屬奈良縣、五條縣、堺縣、大阪府，直到1887年重新恢復設立奈良縣後才再次隸屬奈良縣。
在1880年實施郡區町村編製法時，正式的設置了近代的行政區劃「吉野郡」，並由設置在宇智郡五條村（位於現在的五條市）的「五條役所」負責管理，由於郡役所同時也負責管轄的宇智郡，因此後來又改稱為「宇智吉野郡役所」。

### 沿革

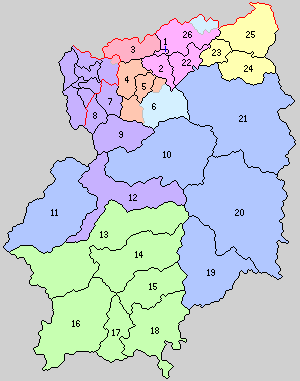
1889年吉野郡郡轄下的行政區劃：
1.上市町、2.吉野村、3.大淀村、4.下市村、5.秋野村、6.南芳野村、7.白銀村、8.賀名生村、9.宗檜村、10.天川村、11.野迫川村、12.大塔村、13.北十津川村、14.十津川花園村、15.中十津川村、16.西十津川村、17.南十津川村、18.東十津川村、19.下北山村、20.上北山村、21.川上村、22.國樔村、23.小川村、24.四鄉村、25.高見村、26.龍門村
（紫色：現屬五條市、上方水藍色：現屬宇陀市、桃色：現屬吉野町、紅色：現屬大淀町、橙色：現屬下市町、下方水藍色：現屬黑瀧村、綠色：現屬十津川村、黃色：現屬東吉野村、青色：未曾參與合併）

- 1889年4月1日：實施町村制，吉野郡下設：上市町（日语：上市町 (奈良県)）、吉野村、大淀村、下市村、秋野村（日语：秋野村）、南芳野村（日语：南芳野村）、白銀村（日语：白銀村）、賀名生村（日语：賀名生村）、宗檜村（日语：宗檜村）、天川村[3]、野迫川村、大塔村（日语：大塔村 (奈良県)）、北十津川村（日语：北十津川村）、十津川花園村（日语：十津川花園村）、中十津川村（日语：中十津川村）、西十津川村（日语：西十津川村）、南十津川村（日语：南十津川村）、東十津川村（日语：東十津川村）、下北山村、上北山村、川上村[4]、國樔村（日语：国樔村）、小川村（日语：小川村 (奈良県)）、四鄉村（日语：四郷村 (奈良県)）、高見村（日语：高見村）、龍門村（日语：龍門村 (奈良県)）。（1町25村）
- 1890年4月1日：下市村改制為下市町。[5]（2町24村）
- 1890年6月19日：十津川花園村、西十津川村、北十津川村、南十津川村、東十津川村、中十津川村合併為十津川村。[6]（2町19村）
- 1890年9月29日：龍門村分出部分地區另設立為上龍門村（日语：上龍門村）和中龍門村（日语：中龍門村）。（2町21村）
- 1894年6月14日：國樔村分出部分地區另設立為中莊村（日语：中荘村_(奈良県)）。（2町22村）
- 1897年8月1日：實施郡制（日语：郡制），郡役所設於上市町。
- 1912年7月1日：南芳野村被廢除，轄區被分割為丹生村（日语：丹生村_(奈良県)）和黑瀧村。[7]（2町23村）
- 1921年2月11日：大淀村改制為大淀町。（3町22村）
- 1923年4月1日：廢除郡會和郡參事會。
- 1926年7月1日：廢除郡役所，此後郡不再作為行政區劃，只作為地名的表示。
- 1928年4月29日：吉野村改制為吉野町。（4町21村）
- 1942年2月11日：上龍門村和宇陀郡松山町（日语：松山町_(奈良県)）、神戶村（日语：神戸村 (奈良県)）、政始村（日语：政始村）合併為大宇陀町（日语：大宇陀町），屬宇陀郡。（4町20村）
- 1949年1月1日：高見村的鷲家地區被併入小川村。
- 1949年5月3日：黑瀧村的才谷地區被併入秋野村。
- 1952年7月1日：宇智郡大阿太村（日语：大阿太村）的佐名傳地區被併入大淀町。
- 1956年1月1日：秋野村被併入下市町。[8]（4町19村）
- 1956年5月3日：上市町、吉野町、中莊村、國樔村、中龍門村、龍門村合併為吉野町。[1]（3町15村）
- 1956年9月30日：丹生村被併入下市町。[8]（3町14村）
- 1958年3月1日：小川村、四鄉村、高見村合併為東吉野村。[9]（3町12村）
- 1959年4月1日：白銀村、賀名生村、宗檜村合併為西吉野村（日语：西吉野村）。（3町10村）
- 2005年9月25日：西吉野村和大塔村被併入五條市。（3町8村）

### 變遷表
| 1889年4月1日 | 1889年 - 1912年              | 1912年 - 1944年                    | 1945年 - 1954年                    | 1955年 - 1989年                    | 1989年 - 現在                | 現在                         |
| ------------ | ---------------------------- | ---------------------------------- | ---------------------------------- | ---------------------------------- | ---------------------------- | ---------------------------- |
| 上市町       | 上市町                       | 上市町                             | 上市町                             | 1956年5月3日 合併為吉野町          | 1956年5月3日 合併為吉野町    | 1956年5月3日 合併為吉野町    |
| 吉野村       | 吉野村                       | 1928年4月29日 改制為吉野町         | 1928年4月29日 改制為吉野町         | 1956年5月3日 合併為吉野町          | 1956年5月3日 合併為吉野町    | 1956年5月3日 合併為吉野町    |
| 國樔村       | 國樔村                       | 國樔村                             | 國樔村                             | 1956年5月3日 合併為吉野町          | 1956年5月3日 合併為吉野町    | 1956年5月3日 合併為吉野町    |
| 國樔村       | 1894年6月14日 中莊村         |                                    |                                    | 1956年5月3日 合併為吉野町          | 1956年5月3日 合併為吉野町    | 1956年5月3日 合併為吉野町    |
| 龍門村       | 龍門村                       | 龍門村                             | 龍門村                             | 1956年5月3日 合併為吉野町          | 1956年5月3日 合併為吉野町    | 1956年5月3日 合併為吉野町    |
| 龍門村       | 1890年9月29日 中龍門村       |                                    |                                    | 1956年5月3日 合併為吉野町          | 1956年5月3日 合併為吉野町    | 1956年5月3日 合併為吉野町    |
| 龍門村       | 1890年9月29日 上龍門村       | 1942年2月11日 合併為宇陀郡大宇陀町 | 1942年2月11日 合併為宇陀郡大宇陀町 | 1942年2月11日 合併為宇陀郡大宇陀町 | 2006年1月1日 合併為宇陀市    | 2006年1月1日 合併為宇陀市    |
| 大淀村       | 大淀村                       | 1921年2月11日 大淀町               | 1921年2月11日 大淀町               | 1921年2月11日 大淀町               | 1921年2月11日 大淀町         | 1921年2月11日 大淀町         |
| 下市村       | 1890年4月1日 改制為下市町    | 1890年4月1日 改制為下市町          | 1890年4月1日 改制為下市町          | 1890年4月1日 改制為下市町          | 下市町                       | 下市町                       |
| 秋野村       | 秋野村                       | 秋野村                             | 秋野村                             | 1956年1月1日 併入下市町            | 下市町                       | 下市町                       |
| 南芳野村     | 1912年7月1日 丹生村          | 1912年7月1日 丹生村                | 1912年7月1日 丹生村                | 1956年9月30日 併入下市町           | 下市町                       | 下市町                       |
| 南芳野村     | 1912年7月1日 黑瀧村          |                                    |                                    |                                    |                              |                              |
| 白銀村       | 白銀村                       | 白銀村                             | 白銀村                             | 1959年4月1日 合併為西吉野村        | 2005年9月25日 併入五條市     | 2005年9月25日 併入五條市     |
| 賀名生村     |                              |                                    |                                    | 1959年4月1日 合併為西吉野村        | 2005年9月25日 併入五條市     | 2005年9月25日 併入五條市     |
| 宗檜村       |                              |                                    |                                    | 1959年4月1日 合併為西吉野村        | 2005年9月25日 併入五條市     | 2005年9月25日 併入五條市     |
| 大塔村       |                              |                                    |                                    |                                    | 2005年9月25日 併入五條市     | 2005年9月25日 併入五條市     |
| 天川村       |                              |                                    |                                    |                                    |                              |                              |
| 野迫川村     |                              |                                    |                                    |                                    |                              |                              |
| 北十津川村   | 1890年6月19日 合併為十津川村 | 1890年6月19日 合併為十津川村       | 1890年6月19日 合併為十津川村       | 1890年6月19日 合併為十津川村       | 1890年6月19日 合併為十津川村 | 1890年6月19日 合併為十津川村 |
| 十津川花園村 | 1890年6月19日 合併為十津川村 | 1890年6月19日 合併為十津川村       | 1890年6月19日 合併為十津川村       | 1890年6月19日 合併為十津川村       | 1890年6月19日 合併為十津川村 | 1890年6月19日 合併為十津川村 |
| 中十津川村   | 1890年6月19日 合併為十津川村 | 1890年6月19日 合併為十津川村       | 1890年6月19日 合併為十津川村       | 1890年6月19日 合併為十津川村       | 1890年6月19日 合併為十津川村 | 1890年6月19日 合併為十津川村 |
| 西十津川村   | 1890年6月19日 合併為十津川村 | 1890年6月19日 合併為十津川村       | 1890年6月19日 合併為十津川村       | 1890年6月19日 合併為十津川村       | 1890年6月19日 合併為十津川村 | 1890年6月19日 合併為十津川村 |
| 南十津川村   | 1890年6月19日 合併為十津川村 | 1890年6月19日 合併為十津川村       | 1890年6月19日 合併為十津川村       | 1890年6月19日 合併為十津川村       | 1890年6月19日 合併為十津川村 | 1890年6月19日 合併為十津川村 |
| 東十津川村   | 1890年6月19日 合併為十津川村 | 1890年6月19日 合併為十津川村       | 1890年6月19日 合併為十津川村       | 1890年6月19日 合併為十津川村       | 1890年6月19日 合併為十津川村 | 1890年6月19日 合併為十津川村 |
| 下北山村     |                              |                                    |                                    |                                    |                              |                              |
| 上北山村     |                              |                                    |                                    |                                    |                              |                              |
| 川上村       |                              |                                    |                                    |                                    |                              |                              |
| 小川村       | 小川村                       | 小川村                             | 小川村                             | 1958年3月1日 合併為東吉野村        | 1958年3月1日 合併為東吉野村  | 1958年3月1日 合併為東吉野村  |
| 四鄉村       |                              |                                    |                                    | 1958年3月1日 合併為東吉野村        | 1958年3月1日 合併為東吉野村  | 1958年3月1日 合併為東吉野村  |
| 高見村       |                              |                                    |                                    | 1958年3月1日 合併為東吉野村        | 1958年3月1日 合併為東吉野村  | 1958年3月1日 合併為東吉野村  |